# Arizona Sunshine
Arizona Sunshine là tựa game bắn súng góc nhìn người thứ nhất sinh tồn zombie được phát hành vào ngày 6 tháng 12 năm 2016. Trò chơi tương thích với bộ kính thực tế ảo HTC Vive, Oculus Rift, Oculus Quest, Valve Index và PlayStation VR.

## Cốt truyện
Nhân vật người chơi giấu tên (do Sky Soleil lồng tiếng), thức dậy trong một hang động ở thung lũng sông Arizona. Trong khi đang khám phá môi trường xung quanh và tiêu diệt những con zombie gặp phải, anh tình cờ tìm thấy một chiếc đài, bật nó lên và lắng tai nghe, trong số đó có rất đoạn âm thanh nhiều tĩnh, một thứ giống như giọng nói của con người. Đang tìm kiếm nguồn tín hiệu, người chơi bắt gặp một chiếc radio khác có tín hiệu mạnh hơn và đi đến kết luận rằng nó được gửi đến từ một nhà máy lọc dầu từng được quân đội gia tăng phòng bị. Nhưng khi đến nhà máy lọc dầu, anh ta bất chợt thấy rằng nơi đây tràn ngập toàn là zombie. Người chơi giết tất cả chúng trong cơn thịnh nộ và sau đó cho phá tan thành bình địa. Sau khi ở qua đêm trong một căn phòng an toàn nằm bên trong nhà máy lọc dầu, anh ta tiếp tục cuộc hành trình vào sáng hôm sau, không mục đích và tuyệt vọng. Nhưng sau khi tìm thấy một cái radio khác, anh nhận thấy rằng tín hiệu vẫn còn đó và đang được gửi từ một thị trấn có tên là Sunshine, Arizona. Người chơi tiếp tục đến thị trấn và cuối cùng vào được đài phát thanh, chỉ để biết rằng chẳng một ai trong đài này còn sống và tín hiệu được gửi tự động. Nhưng khi nhân vật chính hét lên nỗi thất vọng vào micrô của đài phát thanh, đột nhiên có một người nào đó trả lời và bảo anh ta đợi bên ngoài, sau cùng nhân vật chính mới được trực thăng bay tới giải cứu sau khi ráng sức chống chọi với một đám đông zombie hung hãn.

## Đón nhận
Arizona Sunshine nhận được nhiều đánh giá tích cực cho phiên bản PC của trò chơi, trong khi phiên bản PlayStation 4 nhận được nhiều đánh giá trái chiều. Trên Metacritic, game giữ số điểm 81/100 cho phiên bản PC (dựa trên 5 bài đánh giá) và 63/100 cho phiên bản PlayStation 4 (dựa trên 31 bài đánh giá).